# Илимнир
Илимни́р (якут. Илимниир) — село в Сунтарском улусе Республики Саха (Якутия) России. Административный центр и единственный населённый пункт Илимнирского наслега.

## География
Село находится в юго-западной части Якутии, в левобережной части долины реки Вилюй, на западном берегу озера Илимни, на расстоянии примерно 15 км (по прямой) к юго-западу от села Сунтар, административного центра улуса.
Климат
Климат характеризуется как резко континентальный. Средняя температура воздуха самого тёплого месяца (июля) составляет 17-18 °C; самого холодного (января) — −34 − −50 °C. Среднегодовое количество атмосферных осадков составляет 250—300 мм.
Часовой пояс
Село Илимнир находится в часовой зоне МСК+6. Смещение применяемого времени относительно UTC составляет +9:00.

## Население
| 2002 | 2010 | 2012 | 2013 | 2014 | 2015 | 2016 |
| ---- | ---- | ---- | ---- | ---- | ---- | ---- |
| 245  | ↗250 | ↗257 | ↗262 | ↗266 | ↗270 | ↗273 |
| 2017 | 2018 | 2019 | 2020 | 2021 |      |      |
| ↗279 | ↘277 | ↘272 | ↗275 | ↘271 |      |      |

Половой состав
По данным Всероссийской переписи населения 2010 года, в гендерной структуре населения мужчины составляли 56 %, женщины — соответственно 44 %.
Национальный состав
Согласно результатам переписи 2002 года, в национальной структуре населения якуты составляли 99 % из 245 чел.

## Улицы
| - ул. Илимнирская, - ул. Иннокентия Попова, | - ул. Молодёжная, - ул. Сунтарская. |